# Cepecepetavček
Cepecepetavček je literarni lik, ki nastopa v istoimenski zgodbi Leopolda Suhodolčana.

## O avtorju
Leopold Suhodolčan se je rodil 10. avgusta 1928 v Žireh v Poljanski dolini. 
Najpomembnejši del svojega literarnega ustvarjanja je posvetil otrokom. Njegova mladinska proza je bila tista, zaradi katere je postal eden izmed najpomembnejših slovenskih piscev. Njegova dela so prevedena v petindvajset tujih jezikov in še danes izhajajo nekateri ponatisi.
Za otroke je urejal revijo Kurirček, bil pa je tudi soustanovitelj bralne značke v Sloveniji.

## Obnova zgodbe
Mama je vsako jutro odpeljala Polonco k sosedi. Med igranjem na travi je našla poleno in ga poimenovala Cepecepetavček, ker je smešno cepetal. Naslednji dan ga je odpeljala v muzej igrač. Odločila se je, da ga bo pustila med igračami in se odpravila domov. 
Ko ga je naslednji dan šla iskati, je bil muzej zaprt, zato se je splazila vanj skozi zadnja vrata. Cepecepetavčka je našla tam, kjer ga je pustila. Ko je hotela ven, so bila vrata zaklenjena. Od iskanja izhoda je postala utrujena in je zaspala. Zjutraj je paznik našel Polonco na tleh pri vratih in se je razveselil, saj so jo iskali cel dan. Polonca in Cepecepetavček sta odšla domov.

## Predstavitev lika
Cepecepetavček je kos polena, ki ga je deklica našla na travi. Ime je dobil, ko je z njim poskakovala po mizi in se ji je zdelo zanimivo in smešno, kako cepeta.

## Izdaje knjig
- Suhodolčan, Leopold. Cepecepetavček, 1979
- Suhodolčan, Leopold. Cepecepetavček, 1986